# 밀롱가

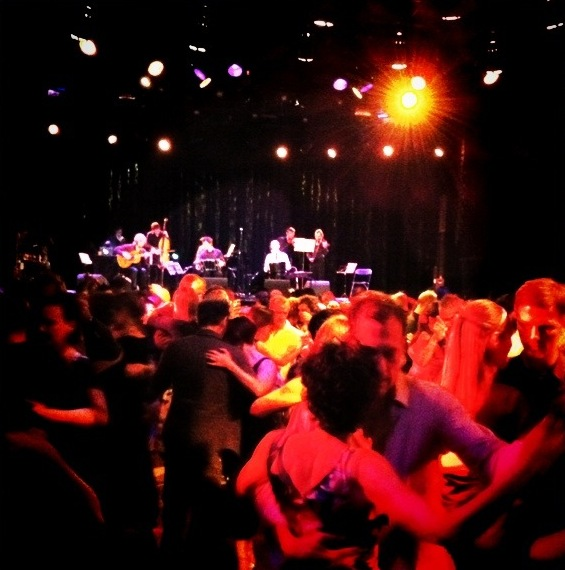
밀롱가

밀롱가(Milonga)는 탱고를 즐기기 위해 사람들이 모이는 장소 및 시간을 의미한다. 밀롱가는 전 세계적으로 분포하고 있다. 탱고파티 혹은 탱고 페스티발이 열릴 때, 보통 이러한 밀롱가들을 기반으로 하여 행사가 주최된다. 밀롱가마다 성격이 다르고 분위기가 달라 유명 밀롱가는 전 세계적으로 알려지기도 한다.
밀롱가에서 탱고를 즐기는 사람을 밀롱게로스라고 부른다. 주로 재생되는 음악은 탱고, 발스, 밀롱가(음악 장르)이다. 대부분의 밀롱가는 매주 같은 요일에 열린다. 그리고 밀롱가에서는 탱고 강습이 함께 진행되는 경우가 많다. 하나의 딴따(tanda)에서는 한 종류의 음악이 3~5곡 정도 재생되며, 딴따가 끝나면 댄스홀 정리와 댄스파트너를 변경을 위해 꼬르띠나(cortina)가 주어진다.
댄스 파트너를 탐색하고 정하기 위한 방식 혹은 탱고 플로어를 진행하는 방식 등의 여러가지의 비공식적인 규칙들이 존재한다.